# Rafael Vallejo
Rafael Vallejo Rodríguez (Bailén, 25 de febrero de 1947) es un médico y político socialista español.

## Biografía
Estudió medicina en la Universidad de Navarra y en Granada donde se licenció en 1972. Trabajó como médico en el ambulatorio de la Seguridad Social de Lucena. En Córdoba fijó su residencia definitiva iniciando su carrera política como miembro del Partido Socialista Obrero Español y de la Unión General de Trabajadores.
En 1974 asistió como delegado socialista por Córdoba al congreso que el PSOE celebra en Suresnes (Francia), en el que Felipe González fue elegido secretario general. En 1975 presidió el Círculo Cultural Juan XXIII.
Elegido diputado al Congreso en las elecciones de 1977, y después sucesivamente entre 1986 y 1996; Entre 1979 y 1986 fue senador por la circunscripción electoral de Córdoba. Fue Consejero Político, de Juventud y Deporte, y de Cultura de la Junta de Andalucía y miembro de la Asamblea de Parlamentarios Andaluces.
Fue Presidente de la Diputación Provincial de Córdoba entre 1991 y 1994, año en que le sucedió José Mellado Benavente.
Tras su retirada de la vida pública, volvió a ejercer la medicina pública en Córdoba hasta su jubilación.